# Australasian Championships 1914
Gli Australasian Championships 1914 (conosciuto oggi come Australian Open) sono stati la 10ª edizione degli Australasian Championships e quarta prova stagionale dello Slam per il 1914. Si è disputato tra il 23 e il 28 novembre 1914 sui campi in erba del Warehouseman's Cricket Ground di Melbourne in Australia. 
Il singolare maschile è stato vinto dall'australiano Arthur O'Hara Wood, che si è imposto sul connazionale Gerald Patterson in quattro set. Nel doppio maschile si è imposta la coppia formata da Ashley Campbell e Gerald Patterson. 
Non si sono giocati i tornei femminili e il doppio misto che saranno introdotti nel 1922.

## Risultati

### Singolare maschile
Arthur O'Hara Wood ha battuto in finale  Gerald Patterson con il punteggio di 6–4, 6–3, 5–7, 6–1.

### Doppio maschile
Ashley Campbell /  Gerald Patterson hanno battuto in finale  Rodney Heath /  Arthur O'Hara Wood con il punteggio di 7–5, 3–6, 6–3, 6–3.